# Benito Juárez, Argentina
Benito Juárez är en ort i Argentina. Den är huvudort för en kommun (partido) med samma namn och ligger i provinsen Buenos Aires, i den sydöstra delen av landet, 400 kilometer söder om huvudstaden Buenos Aires. Folkmängden uppgick till cirka 14 000 invånare vid folkräkningen 2010.

## Geografi
Benito Juárez ligger 215 meter över havet. Terrängen runt Benito Juárez är mycket platt. Trakten runt Benito Juárez består i huvudsak av gräsmarker. Runt Benito Juárez är det mycket glesbefolkat, med 3 invånare per kvadratkilometer.

## Klimat
Kustklimat råder i trakten. Årsmedeltemperaturen i trakten är 14 °C. Den varmaste månaden är januari, då medeltemperaturen är 23 °C, och den kallaste är juni, med 4 °C. Genomsnittlig årsnederbörd är 1 299 millimeter. Den regnigaste månaden är augusti, med i genomsnitt 172 mm nederbörd, och den torraste är juni, med 46 mm nederbörd.